# 九龍巴士272E線
九龍巴士272E線是72線的特快版本，途經吐露港公路、青沙公路，逢星期一至五上下午繁忙時間提供服務，來往大埔（太和）及旺角（柏景灣），只在星期一至五上、下午繁忙時間分別提供來回程服務。

## 歷史
- 2017年10月9日：特別路線272E開辦，逢星期一至五上下午繁忙時間提供服務，上午由大埔（太和）開往深水埗（欽州街），下午由深水埗（欽州街）開往大埔（太和），途經吐露港公路及青沙公路[6]。
- 2021年1月25日：272E線加強服務：[7]
  - 九龍區總站遷往旺角（柏景灣）；
  - 往旺角（柏景灣）方向，於長沙灣道近欽州街交界改經欽州街、荔枝角道、上海街、亞皆老街、櫻桃街及海泓道前往旺角（柏景灣）；
  - 往太和方向，經海泓道、櫻桃街、海景街、奧運站巴士總站、深旺道、櫻桃街、大角咀道、櫸樹街、晏架街、旺角道、彌敦道返回長沙灣道原有路線；
  - 來回程班次增至3班。
- 2024年11月18日：由旺角（柏景灣）開出之班次增至五班。
- 2025年7月21日：由旺角（柏景灣）開出之班次增至七班。[8]

## 服務時間及班次
- 星期一至五：
  - 大埔（太和）開：07:25、07:40、07:55
  - 旺角（柏景灣）開：17:20、17:40、17:55、18:10、18:30

星期六、日及公眾假期不設服務

## 收費
全程：$14.9
- 碧海藍天往旺角（柏景灣）：$7.4
- 廣福邨往太和：$5.4

| - 本線設有12歲以下小童及65歲或以上長者半價優惠。 - 65歲或以上香港居民使用「樂悠咭」，以及12歲以下合資格殘疾兒童使用「殘疾人士身份」個人八達通繳付車資，均可享有每程$2.0或半價（以較低者為準）的票價優惠；12至64歲合資格殘疾人士使用「殘疾人士身份」個人八達通（包括「樂悠咭」），以及60至64歲香港居民使用「樂悠咭」繳付車資，均可享有每程$2.0或全費（以較低者為準）的票價優惠。 - 65歲或以上長者如使用長者或一般個人八達通繳付車資，則只可享有半價優惠；12至64歲合資格殘疾人士如不使用「殘疾人士身份」個人八達通，以及60至64歲人士如不使用「樂悠咭」繳付車資，必須繳付全費。 - 乘客可以現金或八達通於上車時付款，不設找續。 - 每位成人乘客可免費攜帶最多兩名4歲以下而不佔座位的兒童乘客乘車，超額之4歲以下小童必須繳付小童車費乘車。 - 持有「九巴月票」之乘客在車票有效期內，每日可享最多10程任何九龍巴士及龍運巴士路線（包括本路線，以及聯營路線的九龍巴士／龍運巴士提供的班次；惟乘搭機場「A」及「NA」線則可享原價二七折優惠（不會計算每天10次合資格車程））；而B1線則每日可享最多各2程（不會計算每天10次合資格車程）。 - 九龍巴士、城巴、龍運巴士及陽光巴士全職員工及家屬（不包括外判職員）可免費乘搭本路線，惟必須拍職員或職員家屬八達通。 - 乘客亦可透過多元化電子支付系統（e度嘟）繳付車資，包括使用非接觸式VISA卡、JCB卡、萬事達卡、銀聯卡、美國運通、大來國際、Discover Card、Apple Pay、Google Pay、Samsung Pay、AlipayHK「易乘碼」、支付寶、WeChatHK／微信支付「搭車碼」、銀聯雲閃付「乘車碼」及BOC Pay「乘車碼」。乘客使用此付款方式，使用此支付方式的乘客可享有中途下車之分段收費，以及與其他九巴／龍運獨營路線或聯營線九巴／龍運班次之轉乘優惠，惟不適用於與非九巴／龍運路線之轉乘優惠，亦不能享有「公共交通費用補貼計劃」及「長者及合資格殘疾人士公共交通票價優惠計劃」。 |

### 八達通轉乘優惠
乘客登上本線後150分鐘內以同一張八達通卡轉乘以下路線，或從以下路線登車後150分鐘內以同一張八達通卡轉乘本線，次程可獲車資折扣優惠：
272E←→青沙公路路線
- 272E往九龍 → 38B往海濱花園、240X往葵興站、249X往青衣站、272P往葵興站、272X往旺角東站、280X往尖沙咀、286C往長沙灣、286P往荔枝角站、286X往深水埗、287P往旺角或287X往佐敦，次程車資全免
- 272E往九龍 → 270B往奧運站、270D往深水埗或270P往九龍站，回贈首程車資
- 270B往奧運站、270D往深水埗或270P往九龍站 → 272E往九龍，次程車資全免
- 38B往海濱花園、240X往葵興站、249X往青衣站、272P往葵興站、272X往旺角東站、280X往尖沙咀、286C往長沙灣、286P往荔枝角站、286X往深水埗、287P往旺角或287X往佐敦 → 272E往九龍，回贈首程車資
- 272E往太和 → 38B往碩門邨、240X往黃泥頭、249X往博康、271X往富亨、272P往富亨、272X往大埔中心、280X往穗禾苑、286C往利安、286X往顯徑、287D往錦英苑或287X往水泉澳，次程車資全免
- 272E往太和 → 270B往上水，回贈首程車資
- 270B往上水 → 272E往太和，次程車資全免
- 38B往碩門邨、240X往黃泥頭、249X往博康、271X往富亨、272P往富亨、272X往大埔中心、280X往穗禾苑、286C往利安、286X往顯徑、287D往錦英苑或287X往水泉澳 → 272E往太和，回贈首程車資

## 行車路線
大埔（太和）開經：寶雅路、汀角路、安慈路、安祥路、寶鄉橋、寶鄉街、廣福道、大埔公路—元洲仔段、吐露港公路、大埔公路—沙田段、青沙公路（大圍隧道、沙田嶺隧道、尖山隧道）、荔寶路、連翔道、興華街西、興華街、荔枝角道、大南西街、長沙灣道、欽州街、荔枝角道、上海街、亞皆老街、櫻桃街及海泓道。
旺角（柏景灣）開經：海泓道、櫻桃街、海景街、奧運站巴士總站、深旺道、櫻桃街、大角咀道、櫸樹街、晏架街、旺角道、彌敦道、長沙灣道、青山道、青沙公路（尖山隧道、沙田嶺隧道、大圍隧道）、大埔公路—沙田段、吐露港公路、大埔公路—元洲仔段、廣福道、寶鄉街、寶鄉橋、安祥路、安慈路、汀角路、大埔太和路及寶雅路。
各班次之具體停站請參考資訊框

## 外部連結
- 香港巴士大典上的相关条目：九巴272E線